# Argiope aemula
Argiope aemula es una especie de araña tejedora de orbe del género Argiope, de la familia Araneidae, orden Araneae. Fue descrita por Walckenaer en 1841.
Se distribuye por Asia: desde India hasta Filipinas, Indonesia (Célebes) y Vanuatu. Fue publicada en Histoire naturelle des Insects. Aptères. Tome deuxième. Roret, Paris 549 pp., Pl. 16-, 22.